# أجالامور (أسطورة)
أجالامور (بالإنجليزية: Ajalamor)‏ في الأساطير الأفريقية هو إله الاطفال الذين لم يولدوا بعد في ديانة نيجيريا وغرب أفريقيا، وكان المسؤول عن عدم ولادتهم هو الإله أجالامور.